# 애퍼매턱스 코트 하우스 전투
애퍼매턱스 코트 하우스 전투(Battle of Appomattox Courthouse)는 남북 전쟁 최후의 결전으로 1865년 4월 9일에 애퍼매턱스 방면 작전의 마지막으로 버지니아 애퍼매턱스 군에서 벌어진 전투이다. 이 전투의 패배로 남군 로버트 E. 리 장군이 이끄는 북버지니아 군은 북군 율리시스 S. 그랜트에게 항복하고 사실상 남북 전쟁을 끝내게 되었다.

## 배경
1865년 4월 1일, 북군 필립 셰리던 소장이 이끄는 기갑 부대는 파이브 포크스 전투에서 리 군의 오른쪽으로 돌았다. 다음날 그랜트 군대는 피터즈버그의 방어선을 결정적으로 돌파하여 공성전을 끝냈다. 리 장군은 피터스버그와 리치몬드를 포기하고 보급 열차가 기다리고 있을 서쪽의 애퍼매턱스 역으로 향했다. 거기에서 남쪽으로 이동하며 노스캐롤라이나에 있는 조셉 존스턴 군과의 합류를 기대하고 있었다. 4월 8일, 애퍼매턱스 역의 전투에서 북군의 조지 커스터 준장의 기병 사단이 리 군이 기다리던 3 편성의 보급 열차와 25문의 대포를 획득하고, 기차를 불태워 실질적으로 리 군의 퇴로를 막았다. 북군의 포토맥 군과 제임스 군은 애퍼매턱스에 집결했다.

## 전투
리 장군은 애퍼매턱스에 있던 아군의 보급 물자를 파괴되자, 다른 보급 물자가 제공될 린치버그로 향하는 기차로 눈을 돌렸다. 북군은 리 장군이 이끄는 군대에 육박하고 있으며, 리 장군의 군대와 린치버그의 사이에는 북군 기병대가 있었다. 리는 보병 부대가 도착하기 전에 기갑 부대를 돌파하기를 바랐다. 리는 그랜트에게 메시지를 보내 현재는 항복을 원하지 않지만, 그랜트가 제시하는 조건이 어떻게 남군에 영향을 주는지를 논의할 용의가 있다고 전했다.

## 전투 후
이 때 나라 안에는 175,000명의 남군 병사가 남아 있었다. 남군의 포터 알렉산더가 바로 예측하고 있었던 것처럼, 다른 남군이 항복을 시작하는 것은 시간 문제였다. 리 장군의 항복 소식이 알려 지자 다른 남군 지휘관들도 더 이상 어찌할 수 없음을 깨닫고 자신들도 무기를 놓기로 결정했다. 리가 합류를 원했던 노스캐롤라이나의 조셉 E. 존스턴 장군의 군대는 4월 26일에 윌리엄 셔먼 소장에게 항복했다. 에드먼드 커비 스미스 장군이 이끄는 그 미시시피 유역군은 5월에 항복을 했고, 스탠드 와티 준장은 6월 23일에 최후의 군세가 있는 조직화된 남군으로 항복했다.
항복 이후에도 크고, 작은 여러 차례 전투가 일어났으며, 팔미도 목장 전투는 남군 마지막 교전으로 널리 알려져 있다.
리는 항복할 때 그랜트의 관대함을 잊지 않았고, 나머지 인생을 통해 자신의 앞에서 그랜트 관하여 무례한 말을 하는 것을 용서하지 않았다. 마찬가지로 고든 장군은 항복한 군대에 경의를 표했던 체임벌린의 간단한 행동을 가슴에 넣어두고 “기사의 명예”의 예로서 체임벌린의 행동을 인용했다.

## 같이 보기
- 조슈아 체임벌린
- 율리시스 S. 그랜트
- 제임스 롱스트리트